# El Galeón
El Galeón es un balneario uruguayo del departamento de Canelones, y forma parte del municipio de La Floresta.

## Ubicación
El balneario se encuentra localizado en la zona sureste del departamento de Canelones. Limita al oeste con el balneario Cuchilla Alta, al este con el de Santa Ana y al sur con el de Sierras del Mar. Tiene su acceso en el km 72 de la ruta Interbalnearia.

## Población
Según el censo de 2011 el balneario contaba con una población de 192 habitantes.
| 66            | 74 | 113 | 115 | 192 |
| (Fuente: INE) |    |     |     |     |